# 大分共同火力
大分共同火力株式会社（おおいたきょうどうかりょく）は、大分県大分市に本社を置いていた発電事業者である。2024年（令和6年）10月、戸畑共同火力株式会社と統合し、九州共同発電株式会社となった。

## 概要
新日本製鐵（現・日本製鉄）の大分臨海工業地帯進出に伴い、新日鉄と九州電力の共同出資により設立された企業である。日本製鉄大分製鉄所構内にある大分共同発電所において、同製鐵所で発生する副生ガス（高炉ガスなど）を燃料として火力発電を行い電気を供給している。

## 沿革
- 1969年（昭和44年）11月 - 富士製鐵と九州電力の共同出資により大分共同火力設立。
- 1970年（昭和45年）
  - 2月 - 電気事業法第3条に基づく事業許可。
  - 3月 - 富士製鐵と八幡製鐵が合併し新日鉄が発足。
- 1971年（昭和46年）6月 - 新日鉄大分製鐵所が発足。
- 1972年（昭和47年）4月 - 大分共同発電所発足。新日鉄大分製鐵所第1号高炉火入れに合わせて、第1号機営業運転開始（250,000kW）。
- 1973年（昭和48年）4月 - 大分共同火力第2号機営業運転開始（250,000kW）
- 2002年（平成14年）4月 - 本店を福岡県福岡市から大分県大分市へ移転
- 2024年（令和6年）10月 - 戸畑共同火力株式会社が九州共同発電株式会社に商号変更し、大分共同火力を吸収合併